# Arnold van Horne (1360-1404)
Arnold van Horne was een edelman die leefde van 1360-1404. Hij was de zoon van Dirk Loef van Horne en Isabelle de Montigny en was heer van Baucigny, Gaasbeek en van Heeze vanaf 1391.
Hij trouwde in 1380 met Johanna van Hondeschote. Zij was de weduwe van Jean, heer van d’Ossignies en Boulainvilliers, Vicomte d’Aumâle, en de dochter van Thierry van Hondeschote en Jeanne de Flandre.  In 1405, na het overlijden van Arnold, trouwde zij een derde keer, met Antoine de Craon Seigneur de Beauverger.
Zij kregen een zoon, genaamd Jan, die geboren werd in 1380.